# CZ 82
ČZ vz.83 — компактный самозарядный пистолет, разработанный в ЧССР для чехословацкой армии.

## История
Пистолет был разработан в 1980—1982 годах в Чехословакии на заводе Česká zbrojovka в рамках программы по переходу на пистолетный патрон 9x18 ПМ, который должен был заменить признанный устаревшим калибр 7,62х25 ТТ. Соответственно, новый пистолет должен был заменить находившийся на вооружении CZ 52. В 1982 году армия Чехословакии приняла на вооружение патрон VZ.82 калибра 9×18 мм ПМ, но с увеличенным на 20 % пороховым зарядом, и пистолет, первоначально имевший индекс VZ.82. Данный пистолет был выбран в конкурсе с участием советского ПМ, венгерского FEG PA-63 и польского P-64. Он был принят на вооружение под обозначением CZ 82. Серийное производство было начато в 1983 году.
В конце 1983 года начался выпуск коммерческой модели CZ 83, аналогичной конструкции, с минимальными отличиями, но ориентированный на западный рынок — модифицированный под калибры 7,65x17 мм и 9x17 мм. В 1992 году производство армейских и коммерческих пистолетов было сосредоточено на одной производственной линии; с этого момента до окончания производства в январе 2013 года выпускался только CZ 83, но в трёх модификациях — под патроны 9x18, 9x17 и 7,65×17 мм.

## Конструкция
Конструкция CZ 82/83 достаточно типична для пистолетов под маломощные патроны. Это самозарядный пистолет с автоматикой, работающей за счёт энергии отдачи массивного свободного затвора. Ствол при выстреле запирается за счёт массы затвора и усилия возвратной пружины, расположенной вокруг ствола. Ударно-спусковой механизм курковый, с открытым курком, двойного действия (позволяет стрелять как с предварительно взведённым курком, так и без взвода курка, т. н. самовзводом). Экстракция гильзы производится за счёт действия отражателя и зацепа выбрасывателя, через окно на правой стороне кожуха-затвора. Патрон досылается в патронник обратным движением затвора под действием возвратной пружины.
Магазин коробчатый, двухрядный, с шахматным расположением патронов, вмещает 12 патронов калибра 9 мм или 15 патронов калибра 7,65 мм. Кнопка извлечения магазина расположена на рукоятке слева, у основания спусковой скобы. Спусковая скоба крепится к рукоятке и поддерживается пружиной; она служит защёлкой кожуха-затвора и при разборке пистолета для снятия затвора должна оттягиваться вниз. Форма спусковой скобы отличается у разных модификаций пистолета, может быть либо выпуклой вперёд, либо с вогнутой передней частью, делающей более удобным удержание пистолета двумя руками. В любом случае размеры и форма скобы позволяют удобно пользоваться пистолетом в перчатках.
Рычаг затворной задержки расположен слева. Предохранитель флажковый, двухпозиционный («огонь»/«блокировка»), двухсторонний, располагается на раме. Во включённом состоянии предохранитель блокирует затвор и шептало, что позволяет безопасно носить пистолет с патроном в патроннике и даже со взведённым курком. Модель CZ 82 снабжена также автоматическим предохранителем, позволяющим курку нанести удар по бойку только при полностью выжатом спусковом крючке. Модель CZ 83 такого предохранителя не имеет.
Прицел открытый, прицельные приспособления состоят из мушки, слитой с кожухом-затвором, и сменяемого целика. Крепление целика допускает регулировку по горизонтали. Мушка и целик имеют белые вставки для стрельбы в условиях плохого освещения.

## Исполнение, эргономика, качество
Пистолет целиком изготовлен из стали, что является причиной достаточно большой, по современным меркам, массы (800 г для 9-мм модификаций и 750 г для 7,65-мм). Масса, с одной стороны, делает менее удобным постоянное ношение оружия, с другой — является положительным фактором при стрельбе, обеспечивая устойчивость оружия и уменьшая отдачу. Масса и эргономичная рукоятка, по всем отзывам, обеспечивает удобное удержание оружия, точное прицеливание и уверенное ведение непрерывного огня. Двухсторонний предохранитель облегчает управление пистолетом при стрельбе как с правой, так и с левой руки.
Пистолет выпускается в нескольких вариантах внешнего исполнения — никелированным, воронёным и с чёрным полимерным покрытием. Щёчки рукоятки из чёрной пластмассы либо пластиковые «под дерево».
По отзывам[чьим?], пистолет отличается высоким качеством исполнения и надёжностью. Ресурс пистолета составляет 12000—15000 выстрелов, быстрее всего изнашиваются магазин и тяга УСМ. В сравнении с основным конкурентом — пистолетом Макарова, CZ 82/83 сопоставим по надёжности, существенно выигрывает в удобстве пользования, но конструктивно сложнее и дороже в производстве. 

## Варианты и модификации

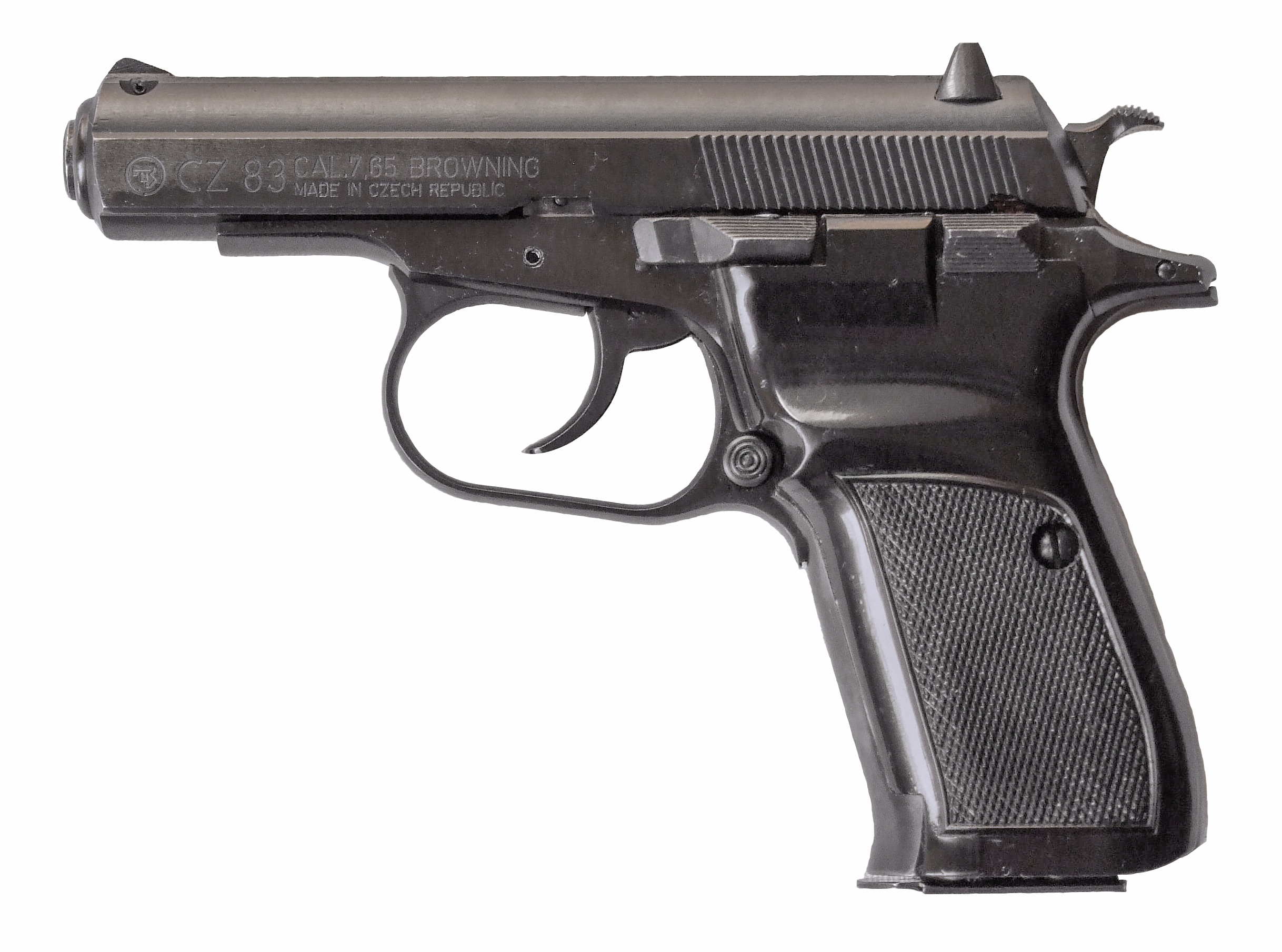
Чехословацкий пистолет CZ-83 в калибре 7,65 мм.

- ČZ vz.82 — армейский пистолет обр. 1982 года под патрон 9×18 мм ПМ[1][4][5];
- CZ 83 — экспортная модель обр. 1983 года, выпускалась в нескольких вариантах исполнения под несколько типов патронов:
  - модификация под патрон 7,65×17 мм:[5] масса без патронов — 750 грамм, длина ствола — 96 мм; ёмкость магазина — 15 патронов[4];
  - модификация под патрон 9×17 мм: ёмкость магазина — 12 патронов[5] (13, если используется магазин под патроны 9×18 мм). Стандартный магазин Vz. 82 может использоваться с CZ-83 под патрон 9×17 мм без изменений.
  - модификация под патрон 9×18 мм ПМ:[5] ёмкость магазина — 12 патронов; в отличие от армейского ČZ vz.82, в канале ствола полигональные нарезы[5].

### Травматические, газовые и пневматические пистолеты
- «Феникс-Р» — 9-мм гладкоствольный травматический пистолет под патрон 9 мм P.A., разработанный в начале 2000х годов[6] и выпускавшийся НПО «Форт», Украина. Ёмкость магазина составляет 12 патронов[7].

## Страны-эксплуатанты
- Вьетнам - партия CZ-83 под патрон 9х18 мм ПМ была куплена в конце 1980х годов для Вьетнамской Народной армии и правоохранительных органов, в 2014 году они оставались на вооружении[8]
- Индонезия — в мае 1999 года в составе департамента лесного хозяйства Индонезии было создано подразделение лесной охраны с полицейскими функциями (Polhut), сотрудники которого были вооружены пистолетами CZ-83[9]
- Казахстан — 20 пистолетов CZ-83 были куплены в 1998 году Министерством внутренних дел Республики Казахстан[10].
- Молдова - CZ-83 разрешён в качестве служебно-штатного оружия, используемого предприятиями, учреждениями и организациями при осуществлении возложенных на них задач по охране собственности, защите жизни и здоровья людей, природы, природных ресурсов, а также должностными лицами (может быть выдан в качестве личного оружия президенту страны, членам правительства, депутатам парламента, председателю Верховного Суда и председателям судов, а также прокурорам всех уровней и их заместителям)[11]
- Словакия
- Украина — 26 февраля 2022 министерство обороны Чехии передало в качестве военной помощи 30 150 пистолетов vz.82[12]
- Чехия — на вооружении армии и полиции[1].
- Чехословакия — CZ 82 оставался на вооружении до распада Чехословакии в 1993 году[4].